# Пересыпкин, Владимир Фёдорович
Владимир Федорович Пересыпкин (22 августа 1914, Лихачево — 17 апреля 2004) — советский ученый в области защиты растений, доктор биологических наук (с 1956 года), профессор (с 1956 года), член-корреспондент Всесоюзной академии сельскохозяйственных наук имени Ленина (с 1966 года), академик Украинской академии аграрных наук.

## Биография
Родился 22 августа 1914 года в селе Лихачёво (теперь город Первомайский Харьковской области) в семье служащего. В 1929 году окончил Панютинську семилетнюю школу, а в марте 1932 года — Алексеевский сельскохозяйственный техникум. Работал агрономом Чапаевского свеклосовхоза, а затем Дубровского конезавода Харьковской области.
В течение 1932-1936 годов учился в Харьковском сельскохозяйственном институте и работал лаборантом кафедры фитопатологии, а затем — ассистентом этой кафедры. В 1937-1940 годах учился в аспирантуре и защитил диссертацию на тему: «Десорбционный метод дезинфекции в борьбе с болезнями льна» и был назначен заведующим кафедрой защиты растений Иркутского сельскохозяйственного института.
Воевал на фронтах Великой Отечественной войны.
В 1945-1946 годах преподавал курс фитопатологии в Азово-Черноморском сельскохозяйственном институте. В июне 1946 года занял должность заместителя директора Уманского сельскохозяйственного института по учебной и научной работе, его избрали на должность заведующего кафедрой защиты растений. С декабря 1948 по март 1952 года был директором института. В этот период институт был полностью отстроен, была налажена подготовка специалистов-аграриев.
С марта 1952 года по 1954 год — директор, одновременно исполняющий обязанности заведующего кафедрой фитопатологии Киевского сельскохозяйственного института. С 1954 года — исполняющий обязанности ректора Украинской сельскохозяйственной академии. В 1954-1955 годах — в докторантуре кафедры фитопатологии Харьковского сельскохозяйственного института.
С 1955 года — исполняющий обязанности заведующего кафедрой фитопатологии, в 1956-1961 годах — проректор по учебной работе, в 1961-1968 годах — заведующий кафедрой фитопатологии, в 1962-1968 годах — ректор Украинской сельскохозяйственной академии и одновременно в 1961-1962 годах заместитель Министра сельского хозяйства УССР.
В 1968-1969 годах — Главный ученый секретарь Всесоюзной академии сельскохозяйственных наук имени Ленина. В 1969-1987 годах — заведующий, 1987-1992 годах — профессор кафедры фитопатологии Украинской сельскохозяйственной академии, одновременно в 1969-1972 годах вице-президент Южного отделения Всесоюзной академии сельскохозяйственных наук имени Ленина. С 1972 года возглавлял кафедру защиты растений Украинской сельхозакадемии. В 1992-1999 годах — профессор кафедры фитопатологии Национального аграрного университета.
Умер 17 апреля 2004 года. Похоронен в Киеве на Байковом кладбище (участок № 49б).

## Научная деятельность
Внес значительный вклад в учение об иммунитете, агротехнические и химические методы защиты растений. Научные исследования отражены в более 300 работах, среди которых:
- «Сельскохозяйственная фитопатология»;
- «Болезни зерновых культур»;
- «Атлас болезней полевых культур» и другие.

Автор 8 сортов ярового и озимого рапса, 2 сортов озимой пшеницы, устойчивых к болезням.
Под его руководством подготовлено 2 докторских и 76 кандидатских диссертаций.

## Награды
Заслуженный деятель науки УССР (с 1964 года). Лауреат Государственной премии УССР в области науки и техники (1982; за цикл работ «Разработка методов экспериментального получения и практического использования индуцированных мутаций у растений»), Премии Совета Министров СССР (1989 год).
Награжден двумя орденами Трудового Красного Знамени (1966, 1982), двумя орденами «Знак Почета» (1972, 1984), двумя орденами Отечественной войны II степени (1945, 1985), орденом «За заслуги» III степени (1998), 19 медалями Советского Союза и Российской Федерации.

## Память
21 мая 2010 года на фасаде корпуса № 1 Уманского национального университета садоводства Владимиру Федоровичу Пересыпкину торжественно открыли мемориальную доску.